# المنیفه
المنیفه (به عربی: جبل المنیفة) یک کوه در عربستان سعودی است.